# حارة بئر مسلم (صنعاء)

تعديل مصدري - تعديل

حارة بئر مسلم هي إحدى حارات حي دار سلم بضواحي الأمانة مديرية سنحان وبني بهلول، بلغ تعداد سكانها 1451 نسمة حسب تعداد اليمن لعام 2004.